# تيم دين
تيم دين (بالإنجليزية: Tim Dean)‏ هو فيلسوف أمريكي، ولد في 1964.